# Porozina

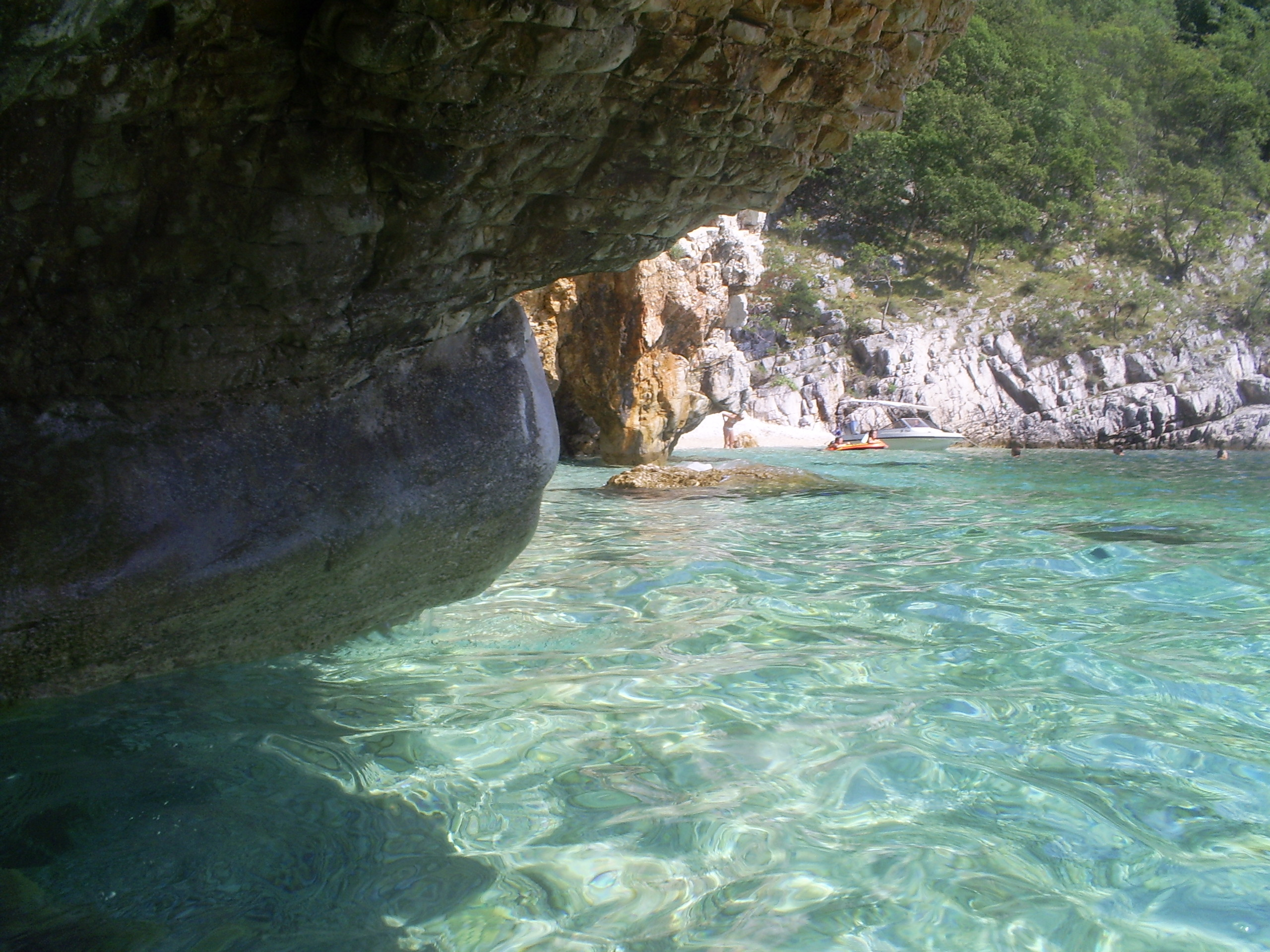
Moře u Poroziny

Porozina (italsky Faresina) je malá vesnice a přímořské letovisko v Chorvatsku v Přímořsko-gorskokotarské župě. Nachází se na severu ostrova Cres a je součástí opčiny města Cres. V roce 2011 zde žilo celkem 29 obyvatel. Ve vesnici sídlí trajektový přístav.
Sousedními vesnicemi jsou Dragozetići a Filozići.